# Charles Nelson (monteur)
Pour les articles homonymes, voir Nelson et Charles Nelson.
Charles Nelson — né le 15 avril 1901 en Grängesberg, Suède, mort le 19 janvier 1997 à Los Angeles (Californie) — est un monteur américain, membre de l'ACE.

## Biographie
Au cinéma, principalement à la Columbia Pictures, il est monteur de cent-dix-sept films américains (dont de nombreux courts métrages ayant pour vedettes les Trois Stooges) à partir de 1937.
Parmi ses films notables, citons Gilda de Charles Vidor (1946, avec Rita Hayworth et Glenn Ford), Règlement de comptes de Fritz Lang (1953, avec Glenn Ford et Gloria Grahame), L'Adorable Voisine de Richard Quine (1958, avec James Stewart et Kim Novak) et le western Cat Ballou d'Elliot Silverstein (1965, avec Jane Fonda et Lee Marvin).
Son dernier film est Barquero de Gordon Douglas (avec Lee Van Cleef et Warren Oates), sorti en 1970.
Pour la télévision, il est monteur sur deux séries américaines (1952-1954).
Durant sa carrière, Charles Nelson obtient trois nominations à l'Oscar du meilleur montage (voir détails ci-dessous), dont un gagné en 1956 pour Picnic de Joshua Logan (1955, avec William Holden et Kim Novak). 

## Filmographie partielle
(monteur, sauf mention contraire)

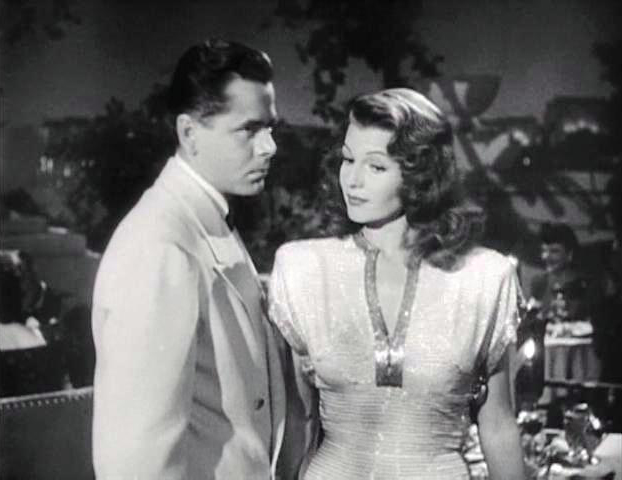
Gilda (1946), avec Glenn Ford et Rita Hayworth

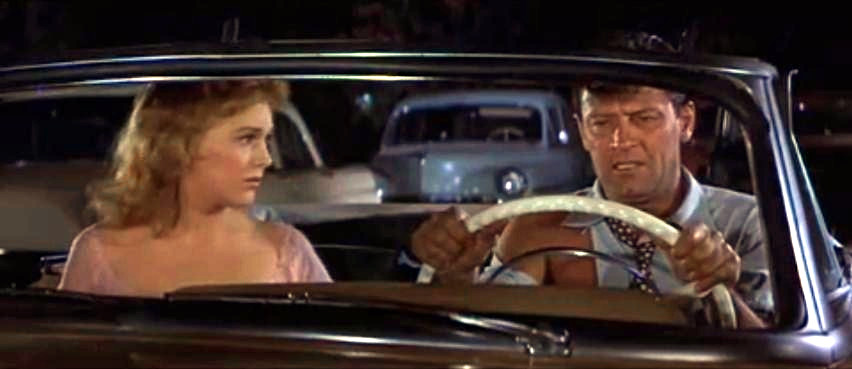
Picnic (1955), avec Kim Novak et William Holden

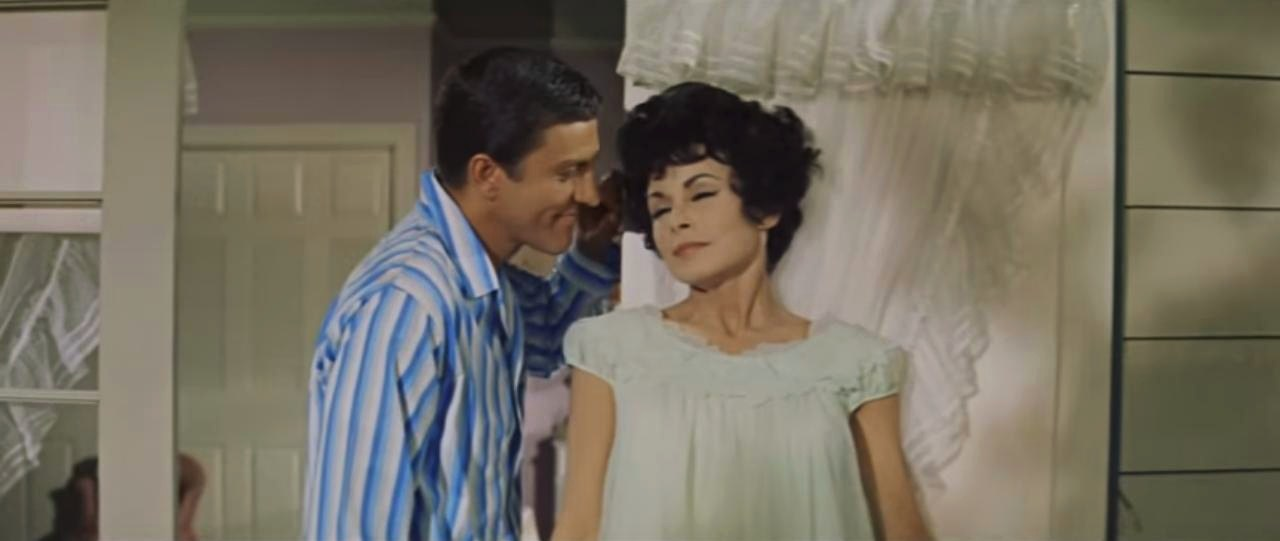
Bye Bye Birdie (1963), avec Dick Van Dyke et Janet Leigh

- 1933 : Grande Dame d'un jour (Lady for a Day) de Frank Capra (assistant monteur)
- 1941 : Son premier baiser (Her First Beau) de Theodore Reed
- 1941 : Le Visage derrière le masque (The Face Behind the Mask) de Robert Florey
- 1942 : Une nuit inoubliable (A Night to Remember) de Richard Wallace
- 1943 : Sahara de Zoltan Korda
- 1945 : La Chanson du souvenir (A Song to Remember) de Charles Vidor
- 1945 : L'Apprentie amoureuse (Kiss and Tell) de Richard Wallace
- 1946 : Peter Ibbetson a raison ou Coupable ou non coupable (The Guilt of Janet Ames) d'Henry Levin
- 1946 : Gilda de Charles Vidor
- 1946 : Les Indomptés (Renegades) de George Sherman
- 1948 : Les Amours de Carmen (The Loves of Carmen) de Charles Vidor
- 1948 : La Peine du talion (The Man from Colorado) d'Henry Levin
- 1949 : Anna Lucasta d'Irving Rapper
- 1949 :  Face au châtiment (The Doolins of Oklahoma) de Gordon Douglas
- 1950 : Comment l'esprit vient aux femmes (Born Yesterday) de George Cukor
- 1950 : Suzy... dis-moi oui ! (A Woman of Distinction) d'Edward Buzzell
- 1950 : Kill the Umpire de Lloyd Bacon
- 1951 : Le Cavalier de la mort (Man in the Saddle) d'André de Toth
- 1951 : Two of a Kind d'Henry Levin
- 1951 : Dans la gueule du loup (The Mob) de Robert Parrish
- 1952 : Je retourne chez maman (The Marrying Kind) de George Cukor
- 1952 : Aveux spontanés (Assignment - Paris!) de Robert Parrish
- 1953 : Règlement de comptes (The Big Heat) de Fritz Lang
- 1953 : Remarions-nous (Let's do it again) d'Alexander Hall
- 1954 : Une femme qui s'affiche (It Should Happen to You) de George Cukor
- 1954 : Phffft! de Mark Robson
- 1955 : Ma sœur est du tonnerre (My Sister Eileen) de Richard Quine
- 1955 : Picnic de Joshua Logan
- 1956 : Une Cadillac en or massif (The Solid Gold Cadillac) de Richard Quine
- 1957 : Le Bal des cinglés (Operation Mad Ball) de Richard Quine
- 1957 : Les Frères Rico (The Brothers Rico) de Phil Karlson
- 1958 : L'Adorable Voisine (Bell, Book and Candle) de Richard Quine
- 1958 : Moi et le colonel (Me and the Colonel) de Peter Glenville
- 1959 : Train, Amour et Crustacés (It Happened to Jane) de Richard Quine
- 1959 : La Colère du juste (The Last Angry Man) de Daniel Mann
- 1960 : Liaisons secrètes (Strangers When We Meet) de Richard Quine
- 1960 : Le Rafiot héroïque (The Wackiest Ship in the Army) de Richard Murphy
- 1961 : Le Diable à 4 heures (The Devil at 4 O'Clock) de Mervyn LeRoy
- 1962 : L'Inquiétante Dame en noir (The Notorious Landlady) de Richard Quine
- 1963 : Bye Bye Birdie de George Sidney
- 1963 : Oui ou non avant le mariage ? (Under the Yum Yum Tree) de David Swift
- 1964 : Prête-moi ton mari (Good Neighbor Sam) de David Swift
- 1965 : Cat Ballou d'Elliot Silverstein
- 1966 : Matt Helm, agent très spécial (The Silencers) de Phil Karlson
- 1968 : Le Sergent (The Sergeant) de John Flynn
- 1970 : Barquero de Gordon Douglas

## Récompenses et distinctions

### Récompenses
- Oscar du meilleur montage en 1956, pour Picnic de Joshua Logan.

### Nominations
- Oscar du meilleur montage :
  - En 1946, pour La Chanson du souvenir de Charles Vidor ;
  - Et en 1966, pour Cat Ballou d'Elliot Silverstein.